# Квадарт
Квадарт је био српски часопис о дизајну. Покренуо га је дизајнер и архитекта Радомир Вуковић у марту 1994. у Београду. Поднаслов издања је првобитно био часопис за дизајн и про медије, да би касније добио потпис дизајн: уметност XX века, што се од двадесетог броја променило у дизајн: комуникација XXI века.
Часопис је излазио с прекидима, да би се у последњих годину-две усталио на четири броја годишње. За часопис су писали бројни аутори из света дизајна, архитектуре, фотографије и сродних делатности, а часопис је покривао све значајне догађаје везане за дизајн у нашој средини и околним земљама. Пратећи савремена збивања, пре свега ратни распад СФРЈ и потоња дешавања у самој Србији, Вуковић је, у својим оштрим и мудрим уводницима и чланцима, успевао да кроз призму дизајна прикаже нашу невеселу збиљу.
Слог часописа је био променљив, с честим мешањем ћирилице и латинице.
Последњи број је изашао 2006. године и од тада више не излази, јер је оснивач и власник доживео тешку саобраћајну несрећу.
Издавачка кућа ГРАС, која је издавала часопис, издала је и тротомну књигу Знаковито, у којој је дат приказ дизајна знакова, логотипа и алфабета у Србији, једино такво дело на нашем поднебљу до тада.